# TMEM54
TMEM54 (англ. Transmembrane protein 54) – білок, який кодується однойменним геном, розташованим у людей на 1-й хромосомі. Довжина поліпептидного ланцюга білка становить 222 амінокислот, а молекулярна маса — 23 772.
| 10         |  | 20         |  | 30         |  | 40         |  | 50         |
| ---------- |  | ---------- |  | ---------- |  | ---------- |  | ---------- |
| MCLRLGGLSV |  | GDFRKVLMKT |  | GLVLVVLGHV |  | SFITAALFHG |  | TVLRYVGTPQ |
| DAVALQYCVV |  | NILSVTSAIV |  | VITSGIAAIV |  | LSRYLPSTPL |  | RWTVFSSSVA |
| CALLSLTCAL |  | GLLASIAMTF |  | ATQGKALLAA |  | CTFGSSELLA |  | LAPDCPFDPT |
| RIYSSSLCLW |  | GIALVLCVAE |  | NVFAVRCAQL |  | THQLLELRPW |  | WGKSSHHMMR |
| ENPELVEGRD |  | LLSCTSSEPL |  | TL         |  |            |  |            |

A: Аланін

C: Цистеїн

D: Аспарагінова кислота

E: Глутамінова кислота

F: Фенілаланін

G: Гліцин

H: Гістидин

I: Ізолейцин

K: Лізин

L: Лейцин

M: Метіонін

N: Аспарагін

P: Пролін

Q: Глутамін

R: Аргінін

S: Серин

T: Треонін

V: Валін

W: Триптофан

Задіяний у такому біологічному процесі, як альтернативний сплайсинг. 
Локалізований у мембрані.